# Né buoni né cattivi
Né buoni né cattivi è il primo album in studio del cantautore italiano Piero Pelù, pubblicato il 21 aprile 2000 dalla WEA.

## Descrizione
Si tratta del primo disco solista dell'artista dopo la sua uscita dai Litfiba. Il 31 gennaio 2000 Piero annunciò l'uscita del disco per la fine di marzo, con il titolo provvisorio di Toro loco, inoltre rivelò che nel disco sarebbero stati presenti 13 brani. I singoli estratti sono: Io ci sarò, Toro loco, Buongiorno mattina e Bomba boomerang. I testi e le musiche sono tutti di Pelù, eccetto Bomba boomerang di Pelù/Bergonzoni e Il segno in cui sono coautori della musica insieme a Pelù gli ex Litfiba Antonio Aiazzi e Gianni Maroccolo.

## Tracce
Testi e musiche di Piero Pelù, eccetto dove indicato; edizioni musicali Cornucuore Edizioni/Warner Chappel.
1. Taksim Blues – 1:16
2. Io ci sarò – 4:23
3. Toro loco – 3:57
4. Fuori di qui – 3:44
5. Aquilone – 5:14
6. Né buoni né cattivi – 4:01
7. Buongiorno mattina – 4:56
8. Perfetto difettoso – 3:59
9. Homo europeus – 3:56
10. Big-Bug – 3:43
11. Bomba boomerang – 3:25 (testo: Alessandro Bergonzoni, Piero Pelù)
12. Il segno – 4:20 (musica: Piero Pelù, Antonio Aiazzi, Gianni Maroccolo)
13. Marrakesh Serenade – 5:26

## Formazione
- Piero Pelù – voce, chitarra
- Daniele Bagni – basso
- Roberto Terzani – tastiera, chitarra
- Cristiano Maramotti – chitarra
- Frank Caballero – batteria
- Franco Caforio – batteria
- Eliades Ochoa – chitarra
- Antonio Aiazzi – tastiera
- Paolo Baglioni – percussioni
- Francesca Breschi – salterio
- Gianni Maroccolo – basso, spigola

## Classifiche

### Classifiche settimanali
| Classifica (2000) | Posizione massima |
| ----------------- | ----------------- |
| Italia            | 1                 |

### Classifiche di fine anno
| Classifica (2000) | Posizione |
| ----------------- | --------- |
| Italia            | 13        |